# Publikacja naukowa
Publikacja naukowa – artykuł w czasopiśmie naukowym lub w formie książki, spełniający określone, ostre kryteria poprawności, opisujący oryginalne badania naukowe i wynikające z nich wnioski, lub zbierający w formie przeglądu wnioski z wcześniej opublikowanych prac. Publikacje naukowe są zazwyczaj naukowym źródłem pierwotnym.

## Struktura publikacji
W czasopismach naukowych spotyka się generalnie trzy rodzaje publikacji:
- źródłowe – opisują badania własne autora lub zespołu naukowego, który bezpośrednio autorowi podlega,
- przeglądowe – zbierają i konfrontują ze sobą wnioski z wielu publikacji źródłowych w celu usystematyzowania pewnego obszaru badań,
- polemiczne – odnoszą się do wcześniejszych publikacji, kwestionując część zawartych w nich wniosków lub wiarygodność opisu zawartych w nich badań własnych.

### Publikacja źródłowa
Źródłowa publikacja naukowa składa się zazwyczaj z następujących, stałych działów:
1. Tytułu, nazwisk autorów i ich adresów służbowych,
2. Abstraktu, czyli bardzo krótkiego (liczącego zwykle ok. 300 słów) opisu celu badań przedstawionych w artykule, ich metodyki, wyników oraz wniosków[1],
3. Listy słów kluczowych – ułatwiają odnalezienie artykułu w naukowych bazach danych,
4. Wstępu – będącego zwykle zwięzłym omówieniem obecnego stanu wiedzy w zakresie dotyczącym tematu publikacji i wyjaśnienia powodów podjęcia omawianych badań,
5. Opisu przeprowadzonych badań – musi być tak napisany, aby inni badacze mogli te badania powtórzyć i ewentualnie zweryfikować,
6. Wyniki – omawia się tu uzyskane rezultaty i relacje między nimi,
7. Dyskusja wyników – zamieszcza się obszerny opis przyjętej metodologii badań, syntezę otrzymanych wyników i wniosków wynikających z tych wyników,
8. Podsumowanie – gdzie streszcza się w krótkiej formie najważniejsze wnioski
9. Lista cytowań – lista dokładnych odnośników do prac, które zostały zacytowane lub wspomniane w publikacji

### Publikacja przeglądowa
Układ publikacji przeglądowej różni się od publikacji źródłowej brakiem opisu przeprowadzonych badań a zamiast dyskusji wyników są kolejne rozdziały opisujące zestawione z sobą wnioski z innych publikacji. W podsumowaniu publikacji przeglądowej autor zamieszcza zwykle własne przemyślenia wynikające z zebranego materiału. Pozostałe działy publikacji przeglądowej wyglądają tak samo jak publikacji oryginalnej.

### Publikacja polemiczna
Publikacje polemiczne – przyjmują zwykle formę tzw. listu – który przypomina swoją strukturą komunikaty źródłowe. W publikacji polemicznej nie musi jednak znajdować się opis przeprowadzonych badań, lecz mogą się tam znajdować tylko krytyczne uwagi na temat metodologii badań i wniosków zawartych w innej publikacji.

## Publikacja naukowa w języku angielskim
Zalecany schemat i styl publikacji naukowych w języku angielskim omówiono dokładniej we „Wskazówkach EASE”.
Niektóre publikacje źródłowe przyjmują postać tzw. komunikatów – tj. skróconego do minimum opisu wstępnych badań, które są w toku. Komunikaty są w większości czasopism szybciej recenzowane i drukowane niż pełne publikacje źródłowe, a głównym celem ich pisania jest rezerwowanie tematu, w momencie kiedy ma się interesujące wyniki badań w „gorącej” tematyce, która prawdopodobnie jest też badana przez innych naukowców. Komunikaty nie posiadają zwykle wstępu i podsumowania lecz tylko opis badań i ich krótką dyskusję.

## Publikacja naukowa jako źródło wiedzy naukowej
Publikacja naukowa przed ukazaniem się w druku przechodzi zazwyczaj proces recenzowania, który czasami prowadzi do odrzucenia publikacji, a czasem do jej zasadniczej korekty merytorycznej. Systemy recenzowania nie dają jednak stuprocentowej pewności, czy np. opisane w publikacji badania nie są sfałszowane. Jednak obowiązek opisywania badań w sposób, który może być powtórzony daje przynajmniej możliwości zweryfikowania ich przez innych badaczy.
Znaczny, trudny do ustalenia, odsetek opisywanych badań, jeśli nie wygląda podejrzanie i nie kłóci się z dotychczasową wiedzą naukową nie jest nigdy weryfikowany przez innych badaczy.
Rodzajem kryterium znaczenia i wartości publikacji jest liczba jego cytowań w innych publikacjach, gdyż publikacje są cytowane przez innych badaczy w momencie gdy muszą się oni do nich z jakiegoś powodu odnieść, np. w celu użycia do własnych badań jakiejś metody badawczej opisanej w cytowanej publikacji.
Tytuł, adresy i nazwiska autorów, słowa kluczowe i abstrakty stanowią tradycyjnie własność publiczną, tj. są nieodpłatnie udostępniane przez wydawców czasopism naukowych wszystkim zainteresowanym, co umożliwia m.in. tworzenie baz danych publikacji. Pozostała część publikacji stanowi zwykle własność wydawcy czasopisma i nie wolno jej bezpłatnie rozpowszechniać. Dostęp do pełnych tekstów jest zazwyczaj związany z opłatami, które muszą wnosić albo biblioteki gromadzące czasopisma naukowe, albo sami potencjalni czytelnicy.
Liczba publikacji naukowych, które ukazują się na świecie jest szacowana na nie mniej niż 1 milion rocznie. Aby odnaleźć w tym gąszczu informacji interesujące dla czytelnika publikacje, tworzone są naukowe bazy danych, w których są gromadzone abstrakty publikacji i które umożliwiają ich wyszukiwanie po słowach kluczowych, autorach, słowach w tytule itp. Największą tego rodzaju bazą danych jest Web of Science prowadzoną przez firmę Thomson Reuters, a wcześniej przez Instytut Filadelfijski.

## Zagrożenia w procesie publikacji
W teorii przyjęcie lub nie danej publikacji do druku powinno wynikać z obiektywnego jej zrecenzowania. Proces recenzowania w szanujących się czasopismach naukowych ma teoretycznie charakter podwójnie ślepej próby. Autorzy publikacji wysyłając ją do redakcji nie wiedzą, kto będzie ją recenzował, i otrzymują teksty recenzji (czy to pozytywne, czy negatywne) w formie anonimowych tekstów. Recenzenci z kolei otrzymują do recenzji teksty publikacji bez informacji o tym, kto jest ich autorem, po to, aby ich recenzje nie były obciążone osobistymi animozjami. Obecnie w polskiej nauce coraz częściej nazwiska zarówno autorów artykułów do recenzji, jak i recenzentów są jawne.
W praktyce jednak grupy naukowców pracujących w tych samych dziedzinach wiedzy są niezbyt liczne i ludzie ci często znają się osobiście i wiedzą, kto się czym zajmuje (głównie dzięki częstym spotkaniom na tych samych konferencjach naukowych) i znają sposób pisania danej osoby. Stąd recenzenci są często w stanie domyślić się, czyją pracę oceniają, a oceniani mogą się domyślać, kto ich oceniał. Tworzy to w rezultacie swoiste koterie i układy – mające nierzadko zasięg globalny – przez które jest czasami trudno przebić się początkującym naukowcom.
Liczba i jakość publikacji ma decydujące znaczenie przy ocenianiu rezultatów pracy naukowej (bierze się tu pod uwagę m.in. takie mierniki, jak wskaźnik cytowań czy indeks Hirscha), stąd istnieje groźba zwalczania niektórych naukowców poprzez koterie naukowe, które poprzez częste odrzucanie publikacji prowadzą do utraty funduszy na zwalczane przez owe układy badania.
Sytuacje takie, mimo iż zdarzają się, rzadko jednak powodują zafałszowanie naukowego obrazu świata na dłuższą metę, gdyż historia nauki pokazuje, że nowe teorie, o ile są rzeczywiście poparte rzetelnymi dowodami naukowymi, w końcu przebijają się przez mur koterii.